# Snood
Snood est un jeu vidéo de puzzle programmé par Dave Dobson. Snood est sorti pour Mac OS en 1996 en tant que shareware, puis pour MS-DOS et Microsoft Windows en 1999. Une adaptation pour Game Boy Advance a été développée par Rebellion Developments et publiée par Destination Software en 2001, tandis qu'une version iOS a été développée par Iron Galaxy et publiée par EA Mobile le 8 mai 2009. Dobson a fondé Snood, LLC pour vendre le jeu.
Comme dans Puzzle Bobble, la connexion de trois Snoods identiques ou plus les fait disparaître du tableau. Lorsque le tableau est vidé par le joueur, le jeu passe au niveau suivant. Si les Snoods atteignent le bas de l'écran, une vie est perdue. La partie n'est pas limitée dans le temps dans la plupart des modes de jeu.
Une suite, Snood 2: On Vacation, a été développée par Gravity-i et publiée par Destination Software pour Game Boy Advance et Nintendo DS respectivement en octobre 2005 et novembre 2005.

## Système de jeu
Les pièces du jeu s'appellent des Snoods. Il y a sept Snoods normaux et quatre Snoods spéciaux. Les Snoods normaux sont Jake (bleu), Midoribe (vert), Mildred (gris), Spike (violet), Zod (rouge), Geji (bleu clair) et Sunny (jaune).
À chaque tour, le joueur lance un Snood d'une couleur sélectionnée au hasard dans le tableau de jeu. Si le Snood atterrit à côté de deux Snoods ou plus de la même couleur, tous les Snoods connectés de cette couleur disparaissent et toutes les autres Snoods laissés sans attaches sous les Snoods disparus tombent et quittent également le tableau. Le score du joueur augmente avec le nombre de Snoods éliminés. Avec chaque Snood lancé, un indicateur de danger augmente et lorsqu'il atteint son maximum, tous les Snoods en jeu descendent d'un niveau de hauteur. Si les Snoods atteignent le bas du tableau de jeu, la partie est terminée. La disparition de Snoods réduit la valeur de l'indicateur de danger.
Le premier Snood spécial s'appelle Numbskull. Numbskull a la forme d'un crâne humain et est le seul type de Snood qui n'est jamais lancé en jeu, ce qui signifie qu'il ne peut pas être associé à d'autres Snoods. Si des Numbskulls sont présents au début d'un niveau, ils devront être isolés et éliminés par le joueur en faisant disparaitre les Snood du dessus pour les retirer du tableau. Quand le joueur perd la partie, tous les Snoods se transformeront en Numbskulls, façon visuelle de décrire un game over.
Les trois autres Snood spéciaux peuvent être lancés et apparaissent au hasard. L'un est appelé Stone, qui est rond et gris, et fera toujours tomber les Snoods adjacents à l'endroit où il atterrit. Un autre est appelé Wildcard ; il semble alterner entre toutes les couleurs des Snoods normaux et peut être utilisé à la place de l'un d'eux. Le dernier s'appelle Rowbuilder, une créature en forme de diamant qui remplira une rangée horizontale avec des Snoods ordinaires.
Contrairement à Bust a Move, il n'y a pas de limite de temps dans les modes de jeu en dehors du mode Time Attack. Cependant, les joueurs doivent éliminer les Snoods suffisamment efficacement pour éviter que l'ensemble des Snoods atteignent le bas de l'écran. De nombreux niveaux nécessitent également que les Snoods ricochent sur les murs afin de les placer à l'endroit approprié, ce qui peut s'avérer difficile. Snood nécessite d'être compétent pour mesurer les bons angles à utiliser pour effectuer les lancers ainsi que de la stratégie.

## Accueil
Steve Wozniak, cofondateur d'Apple, Inc., liste Snood comme l'un de ses jeux préférés.
Jupiter Media Metrix a découvert en 2001 que Snood était le neuvième jeu le plus joué avec 1,5 million d'utilisateurs uniques. Cela est d'autant plus notable que la plupart des jeux de la liste sont fournis avec différentes versions de Windows (comme le jeu le mieux classé, Solitaire avec 46,7 millions d'utilisateurs). Les qualités "addictives" du jeu ont été décrites dans un article intitulé "Snood: At Least It's Not Crack" (Snood : Au moins ce n'est pas du Crack en français).
Snood a reçu le prix Shareware Industry Award 2004 pour le meilleur jeu d'action/arcade le 17 juillet 2004.
Snood a été utilisé régulièrement par le personnel de la maison Ronald McDonald à l'Université de Stanford comme outil pour enseigner aux enfants gravement malades. Il a également été utilisé comme palliatif pour les patients qui subissent une chimiothérapie, une greffe de moelle osseuse ou une dialyse.
Snood a été élue "One of the Top 10 Things on the Web to make you happy" (l'une des 10 meilleures choses du Web pour vous rendre heureux en français), par le Daily News (New York) en avril 2009.

## Snood dans la culture populaire
- HBO's Animals, Saison 2, épisode 2 [7]
- L'Interview qui tue ! de Seth Rogen - [réf. nécessaire]
- 30 Rock, saison 5, épisode 1 [8]
- Dans Saturday Night Live, saison 31, épisode 5 : Steve Martin était l'hôte va voir Lorne Michaels pour demander une augmentation. Quand il arrive devant Lorne, Lorne joue à Snood [9]
- Dans la série télévisée de Judd Apatow Undeclared, les personnages sont apparemment fans du jeu. Leur dortoir arbore une affiche Snood, et dans l'épisode intitulé "Truth or Dare" de Marshall Nesbitt (Timm Sharp), porte un T-shirt Snood avec Jake, Sunny et Midoribe visible dessus[10],[11]. Dans le scénario original de l'épisode intitulé "Addicts", où Ron Garner (Seth Rogen) et Marshall deviennent dépendants à la spéculation, Ron essaie de camoufler sa dépendance en disant à Marshall qu'il est "juste en train de jouer un peu à Snood ." [12] Dans la version finale, il dit qu'il est "juste en train de consulter quelques sites porno sur Internet"
- Dans la saison 5 des Sopranos dans l'épisode intitulé "In Camelot", un écrivain nommé JT Dolan (joué par Tim Daly) joue à Snood alors qu'il se cache de Christopher Motisanti (Michael Imperioli)[13].
- Dans le film de Ben Affleck/James Gandolfini Surviving Christmas, Brian Valco (Josh Zuckerman) a une affiche Snood sur le mur de sa chambre.
- Dans le livre de l'auteur Kasey Michael, Maggie Needs an Alibi, la protagoniste Maggie Kelly joue à Snood pour se détendre et compare le pointage de son arme à celui du lanceur de Snood. Dans son roman suivant, High Heels and Holidays, Maggie craint qu'elle ne devienne accro à Snood. Dans Maggie by the Book, Maggie s'énerve lorsqu'un nouveau joueur de Snood bat son meilleur score alors qu'elle y joue tous les jours depuis trois ans[14].